# Þjórsá

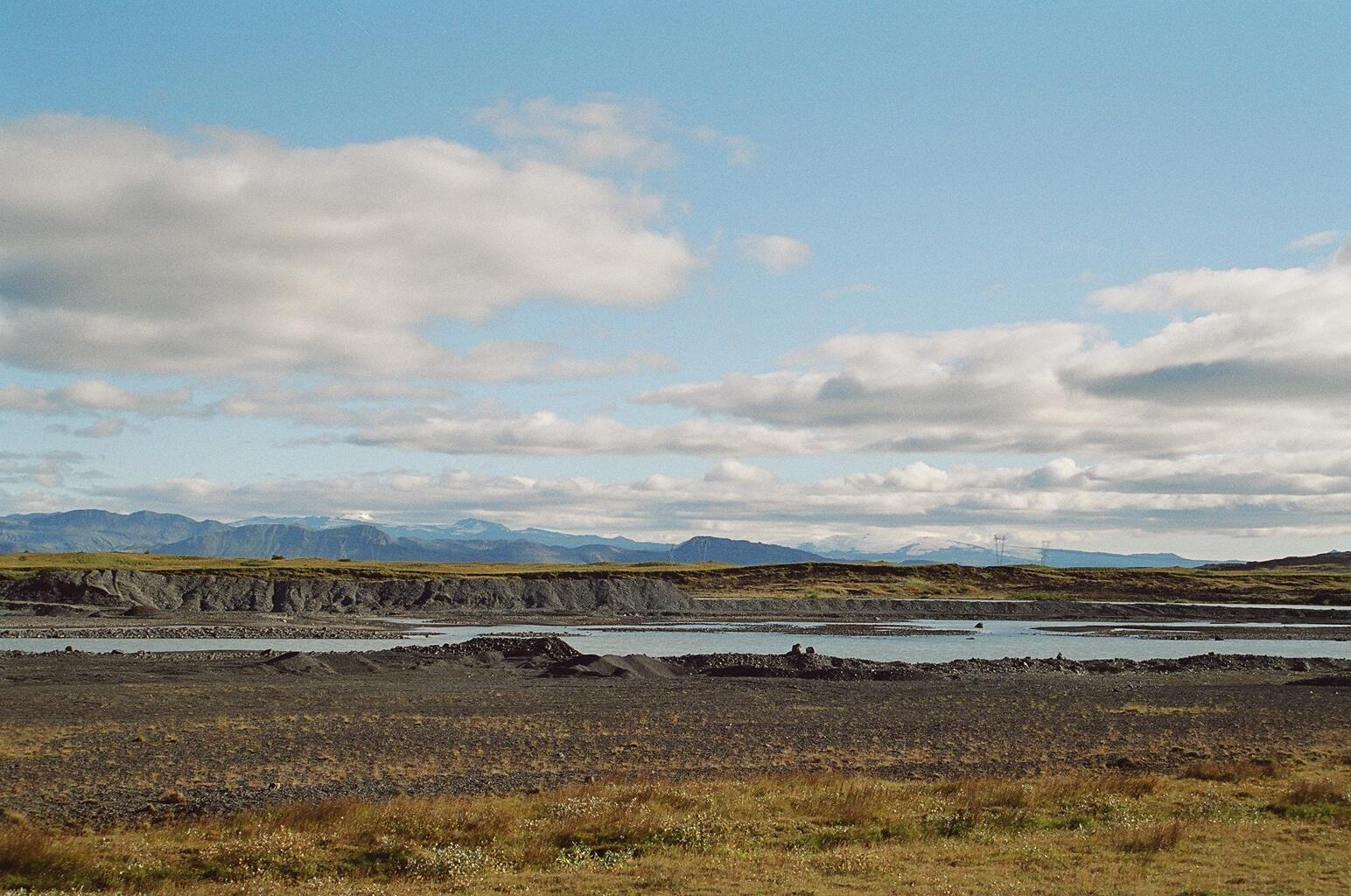
De rivier Þjórsá met op de achtergrond de gletsjers Tindfjallajökull (links) en Eyjafjallajökull (rechts).

De Þjórsá (Stierrivier) is met zijn lengte van 230 kilometer de langste rivier van IJsland en stroomt in zuidelijke richting naar de Atlantische Oceaan. De oorsprong van de Þjórsá ligt bij de Hofsjökull gletsjer. De Þjórsá loopt langs de historische boerderij Stöng en vloeit wat verder stroomafwaarts samen met de Tungnaá. Nog meer naar het zuiden ligt het eiland Árnes in de brede rivier. Dan kruist de rivier uiteindelijk de hringvegur, waar de weg tussen Selfoss en Hella via een brug over de rivier loopt.
In de Þjórsá bevinden zich twee waterkrachtcentrales: Búrfellsvirkjun vlak bij de vulkaan de Hekla, en de Sultartangavirkjun. De Búðarhálsvirkjun is in aanbouw, en op de tekentafel liggen er nog twee: de Núpsvirkjun en de Urriðafossvirkjun.
In de Þjórsá komen meerdere fraaie watervallen voor. Stroomafwaarts zijn dat onder andere de Kjálkaversfoss, de Dynkur, Gljúfurleitarfoss, Tröllkonuhlaup, Þjófafoss, Minna-Núps flúðir, Búðafoss, en de Hestfoss. De laatste waterval Urriðafoss (zalmwaterval) ligt even stroomafwaarts van de hringvegur.